# Janet Thompson (pattinatrice)
Janet A. Thompson (Londra, 15 marzo 1956) è un'ex danzatrice su ghiaccio britannica. Insieme a Warren Maxwell ha vinto l'argento al Campionato mondiale nel 1977.

## Risultati
| Evento                          | 1974 | 1975 | 1976 | 1977 | 1978 | 1979 |
| ------------------------------- | ---- | ---- | ---- | ---- | ---- | ---- |
| Giochi olimpici invernali       |      |      | 8°   |      |      |      |
| Campionati mondiali             | 11°  | 8°   | 6°   | 2°   | 4°   | 5°   |
| Campionati europei              | 8°   | 7°   | 8°   | 4°   | 4°   |      |
| Campionati nazionali britannici |      | 2°   | 3°   | 1°   | 1°   |      |